# Holland's Next Top Model, seizoen 13
Het dertiende seizoen van Holland's Next Top Model (HNTM) startte op 5 september 2022. Het seizoen wordt enkel uitgezonden op Videoland. Net zoals in de vorige drie seizoenen doen er ook dit jaar weer zowel vrouwen als mannen mee.
Opvallend in dit nieuwe seizoen is dat de nadruk ligt op diversiteit. Dit zie je terug bij de kandidaten in hun achtergrond, geaardheden en maten.
De juryleden dit jaar zijn Guillaume Philibert Chin, Philippe Vogelenzang en Yolanda Hadid. De winnaar wint dit jaar een interview en een hoofdrol in een fotoshoot voor Vogue Nederland en wint een modellencontract bij modellenbureau The Movement Models.
Via juicekanalen op het internet ontstond voorafgaand aan het seizoen grote ophef. Zo zou onder meer een grootschalige castingdag volledig in scène zijn gezet en een acteur zijn ingehuurd om als kandidaat tot een bepaalde aflevering mee te doen. Volgens zender RTL waren dit roddels die niet klopten en ontkende daarmee alle geruchten.

## Modellen

### Kandidaten
(de leeftijden zijn op het moment van de opname)
| Naam                        | Leeftijd | Finish   |
| --------------------------- | -------- | -------- |
| Davey Janssen               | 20       | 15/16/17 |
| Hamdi Abdullah              | 20       | 15/16/17 |
| Shané Rachel Josefina       | 22       | 15/16/17 |
| Jerrold Gunther             | 23       | 14       |
| Jamilcia Mandinga           | 22       | 13       |
| Folmer Boersen              | 19       | 11/12    |
| Stijn Wanders               | 21       | 11/12    |
| Rosa van Gessel             | 19       | 10       |
| Lisa Fraenk                 | 24       | 9/8      |
| Winson Ngoh                 | 22       | 9/8      |
| Valerie de Ruijter          | 22       | 7        |
| Raphael Bouman              | 18       | 6        |
| Giel van Asten              | 23       | 5        |
| Esmee Suierveld             | 23       | 4        |
| Philip Cossee               | 20       | 2/3      |
| Jazzmine 'Jazz' Ben Khalifa | 26       | 2/3      |
| Lando van der Schee         | 22       | 1        |

### Call-out order
| 1  | Jamilcia          | Esmee Philip    | Lando Lisa Stijn Valerie Winson | Lando Lisa Jazz Philip | Esmee Rosa Winson | Philip  | Giel        | Esmee   | Lando   | Lando  | Lando  | Lando       |  |  |  |  |
| 2  | Philip            | Esmee Philip    | Lando Lisa Stijn Valerie Winson | Lando Lisa Jazz Philip | Esmee Rosa Winson | Lando   | Valerie     | Philip  | Philip  | Philip | Philip | Jazz Philip |  |  |  |  |
| 3  | Winson            | Lando Winson    | Lando Lisa Stijn Valerie Winson | Lando Lisa Jazz Philip | Esmee Rosa Winson | Giel    | Lando       | Raphael | Jazz    | Jazz   | Jazz   | Jazz Philip |  |  |  |  |
| 4  | Esmee             | Lando Winson    | Lando Lisa Stijn Valerie Winson | Lando Lisa Jazz Philip | Lando             | Jazz    | Raphael     | Jazz    | Esmee   | Esmee  | Esmee  |             |  |  |  |  |
| 5  | Folmer            | Raphael Rosa    | Lando Lisa Stijn Valerie Winson | Esmee Raphael          | Raphael           | Esmee   | Esmee       | Giel    | Giel    | Giel   |        |             |  |  |  |  |
| 6  | Raphael           | Raphael Rosa    | Jazz                            | Esmee Raphael          | Philip            | Raphael | Jazz        | Lando   | Raphael |        |        |             |  |  |  |  |
| 7  | Jerrold           | Folmer Jamilcia | Raphael                         | Giel                   | Jazz              | Lisa    | Philip      | Valerie |         |        |        |             |  |  |  |  |
| 8  | Rosa              | Folmer Jamilcia | Esmee                           | Winson                 | Giel              | Winson  | Lisa Winson |         |         |        |        |             |  |  |  |  |
| 9  | Lisa              | Lisa            | Giel                            | Valerie                | Lisa Valerie      | Valerie | Lisa Winson |         |         |        |        |             |  |  |  |  |
| 10 | Lando             | Jerrold         | Philip                          | Rosa                   | Lisa Valerie      | Rosa    |             |         |         |        |        |             |  |  |  |  |
| 11 | Davey Hamdi Shané |                 | Folmer                          | Folmer Stijn           |                   |         |             |         |         |        |        |             |  |  |  |  |
| 12 | Davey Hamdi Shané | Rosa            |                                 |                        |                   |         |             |         |         |        |        |             |  |  |  |  |
| 13 | Davey Hamdi Shané | Jamilcia        |                                 |                        |                   |         |             |         |         |        |        |             |  |  |  |  |

 De kandidaat werd geëlimineerd
 De kandidaat won de wedstrijd